# Resolució 2358 del Consell de Seguretat de les Nacions Unides
La Resolució 2358 del Consell de Seguretat de les Nacions Unides, fou adoptada per unanimitat el 14 de juny de 2017. El Consell va ampliar el mandat de la Missió d'Emergència de les Nacions Unides a Somàlia (UNSOM) durant nou mesos i mig fins al 31 de març de 2018.

## Contingut
Les eleccions es van celebrar a Somàlia el 8 de febrer de 2017, i Mohamed Abdullahi Mohamed Farmaajo fou elegit president. El Consell estava satisfet amb la ràpida formació del govern, el major nombre de dones al parlament, la major participació de la població en les eleccions i la transferència pacífica del poder.
No obstant això, el grup terrorista Al-Xabab continuava sent una amenaça important, fent crucial la presència d'AMISOM. També hi havia el risc d'una gran fam a causa de la sequera a la regió. Hi va haver satisfacció amb l'enfocament d'aquesta crisi pel govern somali, així com el suport de molts dels països donants. El mandat de la UNSOM va ampliar fins al 31 de març de 2018.
En una conferència celebrada a Londres el passat 11 de maig, Somàlia i 42 socis internacionals, països, organitzacions internacionals, incloses l'ONU i les institucions internacionals, van concloure una "Nova Aliança per a Somàlia" i un Pacte de Seguretat. El pacte de seguretat va descriure les reformes de l'exèrcit i la policia de Somàlia, de manera que poguessin assumir la responsabilitat de la seguretat al país de l'AMISOM. L'associació va descriure com Somàlia i la comunitat internacional treballavem junts per satisfer les necessitats polítiques, de seguretat i econòmiques de Somàlia.